# Telma (Unternehmen)
Die Telma S.A.S. ist ein französischer Hersteller von verschleißfreien Bremssystemen (Retarder) für Nutzfahrzeuge und vor allem bekannt für seine Wirbelstrombremse, für die der Markenname Telma in vielen Ländern als Gattungsnamen für den elektromagnetischen LKW-Retarder verwendet wird. Telma gilt in Frankreich als „Hidden Champion“ (frz. „pépite“). Von den 1950er Jahren bis in die 2010er Jahre hinein war Telma Weltmarktführer auf dem Gebiet der reibungsfreien Bremssysteme mit elektromagnetischer Induktion für Straßenfahrzeuge. Der Unternehmenssitz befindet sich in Saint-Ouen-l’Aumône bei Paris.
Heutzutage ist Telma stark geschrumpft, so wurden 2021 nach eigenen Angaben 32.000 Retarder hergestellt. Im Wettbewerb stehen neben günstigeren Produkten nach gleichem physikalischem Wirkprinzip, größtenteils aus China aber auch von dem deutschen Anbieter Kloft aus Limburg, v. a. ab den 1970er Jahren die hydrodynamischen Retarder (sogenannte „Öl-Retarder“), z. B. von der deutschen Voith-Gruppe.
Wirbelstrombremsen haben gegenüber den hydrodynamischen Retardern den Nachteil der starken Erhitzung der Rotoren, weswegen diese mit Lüftungsschaufeln versehen sind, und eine schwindende Wirkung bei nachlassender Drehgeschwindigkeit, weshalb sie nur bis zu einer gewissen Geschwindigkeit und bei weitem nicht bis zum Anhalten herunterbremsen können. Telma-Retarder sind in der Erstausrüstung oder als gut integrierbare Nachrüstlösung insbesondere für Lieferwagen, Reisemobile und Rettungs- und Krankentransportwagen beliebt.

## Geschichte
Telma wurde 1946 als ELMA („ÉLectro-Mécanique de l’Aveyron“) im südfranzösischen Rodez gegründet und 1954 in Telma umbenannt. 1949 erwarb ELMA, inzwischen von der französischen Gruppe Labinal übernommen, eine exklusive Lizenz zur Fertigung und zum Vertrieb von Wirbelstrombremsen nach dem Patent von Raoul Sarazin.
Während die Zentrale auf die Champs Elysées nach Paris verlegt wurde, wo sie bis 1956 saß, blieb die Fertigungsstätte auf dem Labinal-Standort Route de Sévérac in Rodez. Über den Umweg einer Joint Venture zwischen Bosch und Labinal („Les Constructeurs Associés S.A.“, LCA) war der Standort bis 2021 zur größten Bosch-Produktionsstätte in Frankreich angewachsen.
1965 zog die Telma-Fertigung von Rodez nach Vire in die Normandie um, zwei Jahre später weiter nach Saint-Ouen-sur-Seine in den Pariser Norden. 1968 wurde ein Werk im spanischen Pamplona eröffnet, weltweit waren über 5000 Mitarbeiter im Unternehmen beschäftigt. Im Jahr 1970 wurde der Firmensitz von Paris in den westlichen Vorort Rueil-Malmaison erneut verlegt. Produktionswerk und Zentrale wurden schließlich 1976 am heutigen Hauptstandort in Saint-Ouen-l’Aumône zusammengebracht. Ab 2005 belieferte ein neues Produktionswerk im chinesischen Shanghai den lokalen Markt.
2001 wurde Telma von der Labinal-Gruppe an den Valeo-Konzern verkauft, 2010 übernahmen im Rahmen eines Management-Buy-outs vier Manager und drei chinesische Investoren unter dem Namen Torque Industry das Unternehmen. Ab 2016 entwickelte sich ein regelrechter „Wirtschaftskrimi“. Nach einem gescheiterten Übernahmeversuch durch den damaligen französischen Geschäftsführer Olivier Saint-Cricq – mit verdächtigen Methoden – eskalierte der Konflikt unter Einmischung des französischen Staates (Ministerien, dann der Präsident Macron selbst, Auslandsgeheimdienst DGSE). Technologien seien angeblich in China ohne Lizenz an Drittunternehmen weitergegeben worden, Fälschungen schwemmen seitdem die asiatischen LKW-Märkte. Nach jahrelangem juristischem Streit zwischen den chinesischen Aktionären (mit starker Unterstützung der Provinzregierung) und der französischen Seite werden lokal erwirtschaftete Gewinne nicht mehr an die französische Muttergesellschaft abgeführt. Der einzig verbliebene, noch von Telma kontrollierte Produktionsstandort befindet sich heute (Stand 2024) in Saint-Ouen-l’Aumône. Das Unternehmen beschäftigt nach eigenen Angaben weltweit nur noch knapp 300 Mitarbeitende.